# بولاده آپیتی
بولاده آپیتی (فرانسوی: Boladé Apithy‎؛ زادهٔ ۲۱ اوت ۱۹۸۵) شمشیرباز اهل فرانسه است.